# Maria Anna Portugalska (1768–1788)
Maria Ana Vitória Josefa Francisca Xavier de Paula Antonieta Joana Domingas Gabriela de Bragança (ur. 15 grudnia 1768 w Queluz, zm. 2 listopada 1788 w Madrycie) – infantka Portugalii i poprzez małżeństwo - infantka Hiszpanii

## Życiorys
Urodziła się jako najstarsza córka (czwarte dziecko) królowej-monarchini Portugalii Marii I i jej męża króla Piotra III. Jej starszym bratem był przyszły król Portugalii Jan VI.
12 kwietnia 1785 poślubiła w Lizbonie per procura infanta hiszpańskiego Gabriela. Ceremonię powtórzono 23 maja w Aranjuez, w obecności obojga małżonków. Para miała troje dzieci:
- Infanta Piotra Karola (1786–1812), męża Teresy Portugalskiej, księżniczki Beira,
- Infantkę Marię Charlotę (ur. i zm. 1787)
- Infanta Karola Józefa Antoniego (ur. i zm. 1788)